# Ad limina Apostolorum
Ad limina Apostolorum, latin Till apostlarnas trösklar, med vilket avses Pauli och Petri gravar i Rom. Uttrycket används om resmålet då katolska biskopar beger sig till Rom för att till påven rapportera om tillståndet i sina respektive stift.